# Symbolae Botanicae Upsalienses
Symbolae Botanicae Upsalienses (w publikacjach cytowane w skrócie Symb. bot. Upsal.) – międzynarodowe czasopismo w zakresie szeroko rozumianej botaniki, w tym mykologii, fykologii itp. Publikowane są w nim artykuły z takich dziedzin jak: systematyka, geografia roślin, filogeneza, historia botaniczna itp. obejmujące monografie, flory, tomy sympozjalne i inne tomy tematyczne. Dostępne jest finansowanie kosztów druku (czasami potrzebne jest dodatkowe finansowanie). Czasopismo wudawane jest przez Uniwersytet w Uppsali (Szwecja) i ma szeroką sieć dystrybucji.
W internecie dostępny jest spis artykułów. Niektóre dostępne są online w formie plików pdf. 